# Martin Gardner
Martin Gardner, född 21 oktober 1914 i Tulsa, Oklahoma, död 22 maj 2010 i Norman, Oklahoma, var en amerikansk matematiker, författare och kolumnist.
Gardner var mest känd för sina artiklar och spalter i tidskriften Scientific American för vilken han skrev mellan 1956 och 1981, för dessa tilldelades han Steelepriset 1987. Artiklarna handlade oftast om matematik i olika former såsom spel, konst, trolleritrick eller pussel. Bland annat populariserade han spel som Robert Abbotts Eleusis och John H. Conways Game of Life via sina kolumner.
Gardner var också vetenskaplig skeptiker och har varit medlem i Committee for Skeptical Inquiry sedan grundandet 1976. Han skrev regelbundet artiklar i deras tidskrift Skeptical Inquirer. Han har också skrivit ett flertal skeptiska böcker, däribland Fads and Fallacies in the Name of Science (1952, reviderad 1957), Science: Good, Bad and Bogus (1981) och Order and Surprise (1983). 
Gardner var också erkänd illusionist och har skrivit ett antal böcker innehållande förklaringar av trolleritrick.
Asteroiden 2587 Gardner är uppkallad efter honom.